# Тропічний сухий клімат
Тропічний сухий клімат — континентальний різновид тропічного клімату, де немає зміни мусонів, тобто де цілий рік переважає тропічне повітря. Режим вітру в цих континентальних районах не такий характерний і стійкий, як в пассатах над океанами, так як ці райони можуть перебувати під впливом не тільки антициклонів, але (влітку) і розмитих депресій.

## Поширення
Зазначені райони складають пояси тропічних пустель, в які входять Африканські (Сахара, Наміб), Аравійські (Нефуд, Руб-ель-Халі), Австралійські (Велика Піщана пустеля, Велика пустеля Вікторія, Пустеля Гібсона, Сімпсон), Каліфорнійські (Сонора, Нижньокаліфорнійська пустеля). Хмарність та опади тут дуже малі. Все ж раціональний баланс земної поверхні тут значно менше, ніж в екваторіальному поясі, внаслідок сухості повітря і великого альбедо земної поверхні. Однак температура повітря дуже висока, так як малі витрати тепла на випаровування.

## Характеристика
Літо тут виключно жарке, з середньою температурою найтеплішого місяця не нижче +26, а місцями майже до +40. Саме в зоні тропічних пустель спостерігаються найвищі максимуми температури на Земній кулі, близько +57˚ — +58˚. Зима також тепла, з температурою найхолоднішого місяця  +10˚ і +22˚
У Асуані середня температура червня — липня +33˚, а січня +15˚; в Аліс-Спрингс відповідно +12˚ +28˚. Річні амплітуди, таким чином, значні для тропічного поясу — в середньому 15˚ — 20˚. Дуже великі добові коливання температури, що іноді досягають 40˚.
Опади випадають рідко, але можливі й сильні зливи (у Сахарі до 80 мм на добу). Річні суми опадів у більшості випадків менше 250 мм, а місцями менше 100 мм. В Асуані відзначалися періоди, коли дощу не випадало зовсім кілька років поспіль.
Загалом, при слабких вітрах для тропічних пустель характерні пилові вихори, і навіть піщані бурі, що переносять величезні кількості піску (самуми). Вони пов'язані з крайнім перегріванням нижнього шару повітря.

## Західні узбережжя материків
На західних узбережжях материків в зоні пасатів температури порівняно низькі, так як повітря тут швидко надходить з високих широт по східній периферії субтропічного антициклону і того ж тече над холодними водами. Річна амплітуда температури мала, як і над океанами. Опадів тут дуже мало (менше 100 мм в рік) внаслідок низьких температур води і низьколежачої пасатної інверсії, але вологість висока (80 — 90 %) і часто виникають тумани. Це клімат прибережних пустель, як західне узбережжя Сахари, південь Каліфорнії, пустелі Наміб і Атакама.
Наприклад, в Свакопмунді (Наміб) середня температура серпня +14, а лютого +18, середньорічна кількість опадів 20 мм.